# Richard Keith Call

Richard Keith Call

Richard Keith Call (* 24. Oktober 1792 bei Petersburg, Virginia; † 14. September 1862 bei Tallahassee, Florida) war ein US-amerikanischer Politiker und von 1836 bis 1839 sowie nochmals von 1841 bis 1844 Gouverneur des Florida-Territoriums, das er außerdem als Delegierter im Repräsentantenhaus der Vereinigten Staaten vertrat.

## Frühe Jahre
Richard Call besuchte die Schulen seiner Heimat und die Mount Pleasant Academy. Nach dem Tod seines Vaters und zweier seiner Brüder siedelte seine Mutter um 1800 mit ihren vier überlebenden Kindern und fünf Sklaven nach Kentucky über. Im Jahr 1814 trat er in die US Army ein und diente als Leutnant unter Andrew Jackson. Während der Schlacht von New Orleans Anfang 1815 war er im Generalstab von Jackson. 1818 wurde er zum Hauptmann befördert. Im Jahr 1821 begleitete er General Jackson nach Florida, der dort zum Militärgouverneur ernannt worden war. Im Mai 1822 reichte er seinen Abschied ein, um sich in Florida niederzulassen und dort Jura zu studieren. Nach seiner Zulassung als Anwalt eröffnete er in Pensacola eine Praxis.

## Politische Karriere
Gleichzeitig nahm er am politischen Geschehen in seiner neuen Heimat teil. Er war Mitglied des territorialen Repräsentantenhauses und stieg in der Miliz bis zum Brigadegeneral auf. Zwischen 1823 und 1825 vertrat er sein Territorium im Kongress in Washington, D.C. Am 16. März 1836 wurde er von Präsident Jackson zum Territorial-Gouverneur von Florida ernannt. Dieses Amt behielt er bis zum 2. Dezember 1839, als er von Präsident Martin Van Buren abberufen wurde. Da sich die Seminolen dagegen wehrten, im Rahmen des Indian Removal Act in Gebiete jenseits des Mississippi deportiert zu werden, wurde das Militär gegen sie eingesetzt (Zweiter Seminolenkrieg, 1835–1842). Gouverneur Call ging als Sieger der Schlacht vom Wahoo Swamp in die Geschichte Floridas ein.
Im März 1841 wurde Richard Call noch einmal zum Territorial-Gouverneur ernannt. In seiner bis 1844 laufenden Amtszeit stellte er die Weichen für den Beitritt Floridas in die Union, der unter seinem Nachfolger John Branch vollzogen wurde. Er bemühte sich, die finanziellen und wirtschaftlichen Folgen der Wirtschaftskrise von 1837 für Florida so gering wie möglich zu halten.

## Weiterer Lebenslauf
Im Jahr 1845 bewarb sich Richard Call für die Whig Party um das Amt des ersten Gouverneurs des neuen Bundesstaates Florida. Er unterlag aber dem Demokraten William Dunn Moseley. Inzwischen hatte er begonnen, zwei große Plantagen in Florida aufzubauen, die er auch bewirtschaftete. Er starb im September 1862 auf seiner Grove-Plantage in der Nähe von Tallahassee. Call war Sklavenhalter.